# Teliòspora

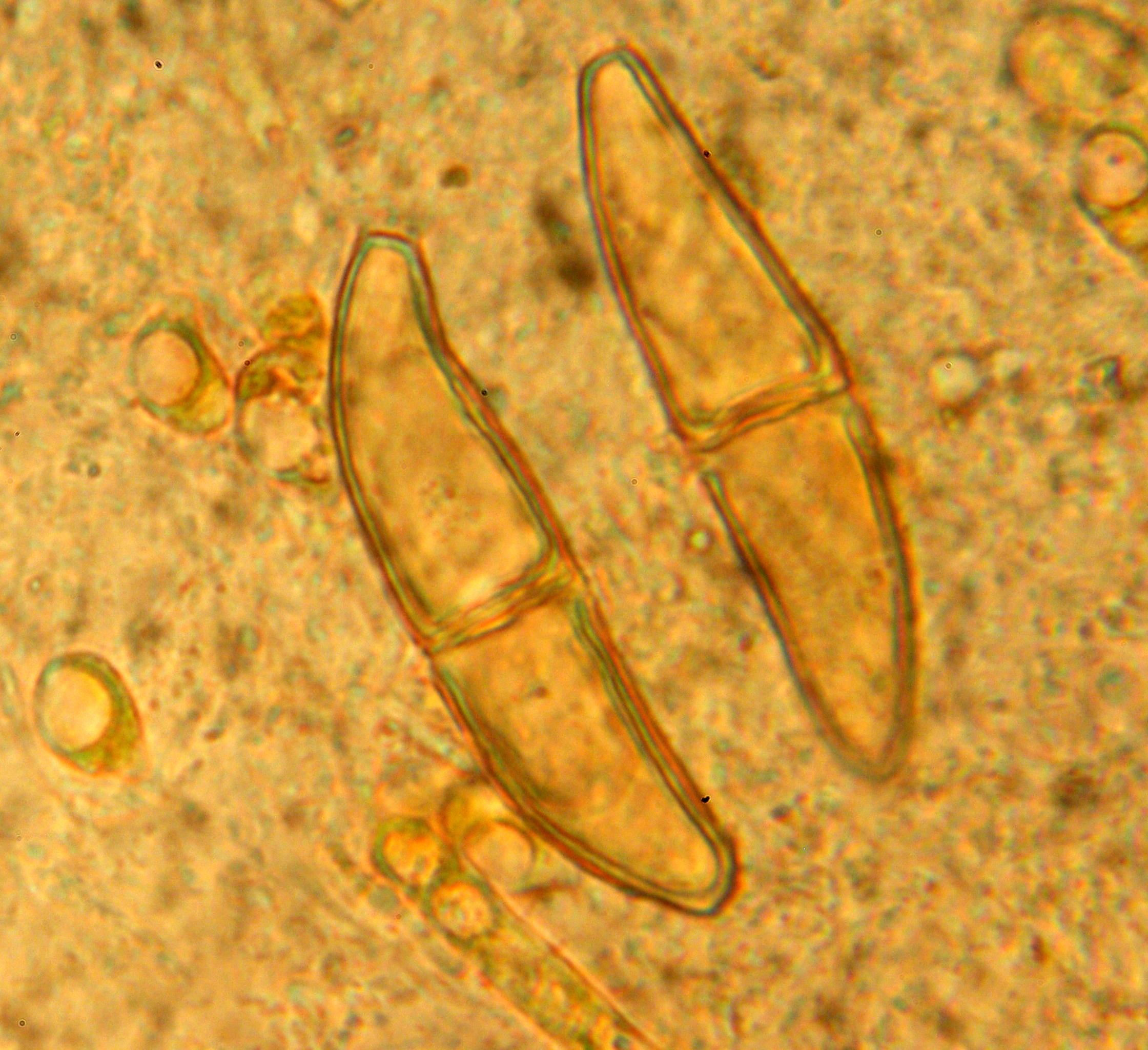
Teliòspores bicel·lulars de Gymnosporangium clavariforme

Una teliòspora, de vegades anomenat teleutòspora, és l'espora de paret gruixuda de resistència d'alguns fongs, com els que produeixen rovells en les plantes, dels quals sorgeix els basidis. Es desenvolupen en unes estructures denominades telis. L'hoste telial és l'hoste primari en els fongs heteroecis que fan rovells. Les teliòspores normalment són de color fosc i consten de dues cèl·lules dicariotes. Quan germinen les espores els dos nuclis experimenta la cariogàmia (fusió) i la posterior meiosi, donant lloc a basidis de 4 cèl·lules amb basidiòspores haploides.